# Lovua (rivière, affluent du Kasaï)
Pour les articles homonymes, voir Lovua.
La Lovua, Lóvua en portugais, est une rivière de l’Angola et de la république démocratique du Congo et un affluent du Kasaï, donc un sous-affluent du Congo.

## Géographie
Elle coule principalement du sud vers le nord traversant le Lunda-Sud et le Lunda-Nord en Angola, sert de frontière sur une quarantaine de kilomètres entre l'Angola et la République démocratique du Congo, et se jette dans le Kasaï en aval de Tshikapa.